# Respect Yourself
Singles de The Staple Singers
You've Got to Earn It
(1971) I'll Take You There
(1972)
Respect Yourself est une chanson du groupe (ensemble vocal) américain Staple Singers.
Publiée en single (sous le label Stax Records) en octobre 1971, elle a atteint la 12e place du Hot 100 du magazine musical américain Billboard, passant en tout 14 semaines dans le chart.
La chanson sera aussi incluse dans l'album des Staples Singers Be Altitude: Respect Yourself (paru en 1972).
En 2004, Rolling Stone a classé cette chanson, dans la version originale des Staple Singers, 462e sur la liste des « 500 plus grandes chansons de tous les temps ». (En 2010, le magazine rock américain a mis à jour sa liste, et maintenant la chanson est 468e.)

## Composition
La chanson a été écrite par Luther Ingram et Mack Rice. L'enregistrement des Staple Singers a été produit par Al Bell.

## Reprises
Singles de Bruce Willis
Young Blood
(1987)
La chanson a été reprise par de nombreux artistes, parmi lesquels l'acteur Bruce Willis, dont la version est sortie en 1987 sur son album The Return of Bruno est en single.